# Crédin
Crédin är en kommun i departementet Morbihan i regionen Bretagne i nordvästra Frankrike. Kommunen ligger i kantonen Rohan som tillhör arrondissementet Pontivy. År 2022 hade Crédin 1 493 invånare.

## Befolkningsutveckling
Antalet invånare i kommunen Crédin
| Referens: INSEE |